# Stemma codicum

Représentation selon Cesare Questa du stemma des œuvres de Plaute : à droite, la date estimée des codex témoins, eux-mêmes désignés par des lettres.

En philologie, un stemma codicum (ou simplement stemma, pluriel stemmata) est un tableau généalogique des manuscrits sources d'une même œuvre.

## Histoire
Dès le XVIIIe siècle, la philologie s'investit dans une tradition de reconstruction des textes mais l'histoire des textes n'était pas encore abordée. Ainsi Ernst Friedrich Poppo (en) en 1825 classait les manuscrits de Thucydide selon un critère qualitatif. Le premier stemma codicum est établi en 1831 par Karl Gottlob Zumpt pour les Verrines de Cicéron. Suivit Friedrich Wilhelm Ritschl en 1832 pour la tradition de Thomas Magister. Les travaux sont cependant limités par le fait que le nombre de manuscrits consultés fut insuffisant. Johan Nicolai Madvig en 1833 avec Cicéron théorise une généalogie des manuscrits dont l'expression d'Archétype. La tradition la plus décisive fut celle de Hermann Sauppe en 1841 sur l'œuvre de Lysias.

## Description
La philologie a pour objet d'établir des textes à partir de manuscrits anciens. La paléographie est la discipline qui permet le déchiffrement de ces manuscrits.
Quand un texte a plusieurs sources, plusieurs manuscrits qui peuvent être d'époques différentes, le philologue cherche à établir la filiation des manuscrits entre eux : leur généalogie.
Les manuscrits d'une même famille se reconnaissent à des éléments caractéristiques : fautes de retranscription identiques, mêmes passages manquants (« lacunes »), insertion de passages apocryphes ou reconstitués (« interpolations »), etc. Par recoupements, on peut parfois reconstituer le texte commun, ou « archétype », à l'origine d'une famille de manuscrits.
Le stemma codicum (du grec ancien στέμμα, stemma, bandelette, couronne, d'où, à Rome, images des ancêtres, ornées de couronnes, d'où tableau généalogique, et du latin codicum, génitif pluriel de codex, manuscrit) est le tableau généalogique, à la manière d'un arbre généalogique, d'une ou plusieurs familles de manuscrits sources d'une même œuvre.
Pour chaque manuscrit, il est attribué une lettre de l'alphabet latin ou grec afin de le désigner dans le stemma. C'est le sigla, appliqué depuis le XIXe siècle. Cela suit quelques règles selon les éditeurs : en latin majuscule, les manuscrits anciens conservés, en latin minuscule, les témoins récents, la tradition indirecte ; en grec, les manuscrits perdus et conjecturés, Ω est pour l'archétype à la base des manuscrits, Π pour les papyrus.
Pour établir un texte, il est essentiel de savoir si un manuscrit a été copié d'après un autre. Les différences qui apparaissent dans le texte copié peuvent n'être que des erreurs introduites par le copiste. Par contre, si les deux manuscrits ne sont pas de la même famille, les différences qu'ils présentent peuvent remonter à des sources plus anciennes, donc plus proches du texte original et en principe meilleures. Historiquement, l’étude de la Bible a servi de banc d'essai à ces approches : hypothèse du document jahviste, de la source Q…
Dans chaque cas, l'éditeur choisira la meilleure leçon, souvent la plus ancienne ou la plus difficile.